# Écozone paléarctique : plantes à graines par nom scientifique (AS)
| AC 
| AL 
| AN 
| AR 
| AS |

## A

### As

#### Asa
- Asarina

- Asarum - fam.  Aristolochiacées
  - Asarum canadense - Gingembre sauvage ou Asaret
  - Asarum caudatum
  - Asarum europaeum Asaret d'Europe - photo
  - Asarum vulgare - Asaret

#### Asc
- Asclepias - fam. Asclépiadacées
  - Asclepias incarnata - Asclépiade incarnate
  - Asclepias syriaca ou Asclepias cornutii - Asclépiade à la ouate
  - Asclepias tuberosa - Asclépiade tubéreuse - photo

#### Asi
- Asimina
  - Asimina triloba - Asiminier trilobé - photo

#### Asp
- Asparagus - fam. Asparagacées ou Liliacées (plante potagère)
  - Asparagus acutifolius -  Asperge à feuilles pointues
  - Asparagus medeloïdes -  Medeola asparagoïdes
  - Asparagus officinalis - Asperge
  - Asparagus plumosus
  - Asparagus setaceus -  Asperge d'appartement
  - Asparagus sprengeri - Asperge

- Asperella
  - Asperella hystrix

- Asperugo - fam. Boraginacées
  - Asperugo procumbens - Rapette couchée

- Asperula - fam. Rubiacées
  - Asperula aristata
    - Asperula aristata scabra

  - Asperula laevigata - Aspérule lisse
  - Asperula odorata  voir Galium odoratum -  Aspérule odorante
  - Asperula tinctoria - photo

- Asphodeline - fam. Liliacées
  - Asphodeline lutea - Asphodéline -photo

- Asphodelus - fam. Asphodélacées
  - Asphodelus aestivus
  - Asphodelus albus - Asphodèle blanc
  - Asphodelus bento-rainhae
  - Asphodelus chambeironii
  - Asphodeus fistulosus
  - Asphodelus ramosus

- Asplenium (fougère)
  - Asplenium scolopendrium - photo
    - Asplenium scolopendrium cristatum

  - Asplenium trichomanes - photo

#### Ast
- Aster - fam. Astéracées
  - Aster acuminatus - Aster acuminé
  - Aster ageratoides
    - Aster ageratoides adustus nanus

  - Aster alpinus - Aster des Alpes - photo1, 'Happy End'
    - Aster alpinus albus - photo

  - Aster amellus - Aster Œil de Christ - 'Rudolf Goethe', 'Veilchenkoenigin'
  - Aster anticostensis - Aster
  - Aster cordifolius - Aster cordifolie - 'Little Carlow'
  - Aster divaricatus
  - Aster dumosus - Aster
  - Aster ericoides - Aster à fleurs d'Erica
  - Aster fragilis - Aster fragile
  - Aster frikartii - 'Moench', 'Jungfrau'
  - Aster johannensis - Aster du lac saint-Jean
  - Aster junciformis - Aster jonciforme
  - Aster lanceolatus - Aster à feuilles lancéolées
  - Aster lateriflorus - Aster lateriflore
    - Aster lateriflorus horizontalis

  - Aster laurentianus - Aster laurentien
  - Aster linosyris
  - Aster macrophyllus - Aster à grosse feuilles - photo
    - Aster macrophyllus albus

  - Aster novae - Aster d'automne
  - Aster novae-angliae - Aster de Nouvelle Angleterre - 'Andenken', 'Purple Dome', 'Barr's Blue', 'Herbstschnee'
  - Aster novi-belgii - Aster - 'Patricia Ballard', 'Royal Ruby', 'Schalkwijk'
    - Aster novi-belgii villicaulis

  - Aster puniceus Aster ponceau
  - Aster pyrenaeus - Aster des Pyrénées
    - Aster pyrenaeus lutetia - photo

  - Aster radula
  - Aster rugulosus
  - Aster sedifolius
    - Aster sedifolus nanus - photo

  - Aster simplex - Aster simple
  - Aster subspicatus - Aster
  - Aster tataricus
  - Aster tongolensis
  - Aster tongolensis - 'Wartburgstern'
  - Aster tripolium - Aster maritime
  - Aster umbellatus - Aster en ombelle

- Asteriscus
  - Asteriscus maritimus -  Astérisque maritime ou « Astérolide maritime »
  - Astericus pygmaeus -  Astérisque pygmée

- Asterolinon - fam. Primulacées
  - Asterolinon linum-stellatum - Astéroline en étoile

- Asteromoea

- Astilbe - fam. Saxifragacées - 'Brautschleier', 'Cattleya', 'Rheinland', 'Straussenfeder'
  - Astilbe japonica - Astilbe du Japon
  - Astilbe aruncoïdes - Astilbe astilboïdes
  - Astilbe chinensis
    - Astilbe chinensis davidii - Astilbe de David

- Astilboides
  - Astilboides tabularis - photo

- Astragalus - fam. Fabacées
  - Astragalus aboriginum - Astragale
    - Astragalus aboriginum major - Astragale

  - Astragalus canadensis - Astragale du Canada
  - Astragalus centralpinus - Astragale centralpin
  - Astragalus echinatus -  Astragale hérissé
  - Astragalus eucosmus - Astragale
  - Astragalus glaux - Astragale Glaux
  - Astragalus glycyphyllos - Astragale à feuilles de réglisse
  - Astragalus massiliensis -  Astragale de Marseille
  - Astragalus membranaceus - Huang qi
  - Astralagus vogelii - Adreilal

- Astrantia - fam. Apiacées
  - Astrantia major - Grande astrance ou « Étoile des prés »
    - Astrantia major rubra - photo

  - Astrantia maxima - photo

- Astridia
  - Astridia citrina
  - Astridia hallii
  - Astridia herrei
  - Astridia longifolia
  - Astridia speciosa
  - Astridia vanheerdei
  - Astridia velutina

- Astrocaryum - fam. Arécacées (palmier)
  - Astrocaryum vulgare - Awara